# Oyachi (métro de Sapporo)
Oyachi (大谷地駅, Ōyachi-eki) est une station du métro de Sapporo au Japon. Elle est située dans l'arrondissement d'Atsubetsu à Sapporo.

## Situation sur le réseau
Établie en souterrain, la station est située au point kilométrique (PK) 17,9 de la ligne Tōzai entre la station Nango juhatchome, en direction du terminus nord-ouest Miyanosawa, et la station Hibarigaoka, en direction du terminus sud-est Shin Sapporo.

## Histoire
La station a été inaugurée le 21 mars 1982.

## Services aux voyageurs

### Accès et accueil
La station est ouverte tous les jours.

### Desserte
- Ligne Tōzai :
  - voie 1 : direction Shin Sapporo ;
  - voie 2 : direction Miyanosawa.

Installations et desserte
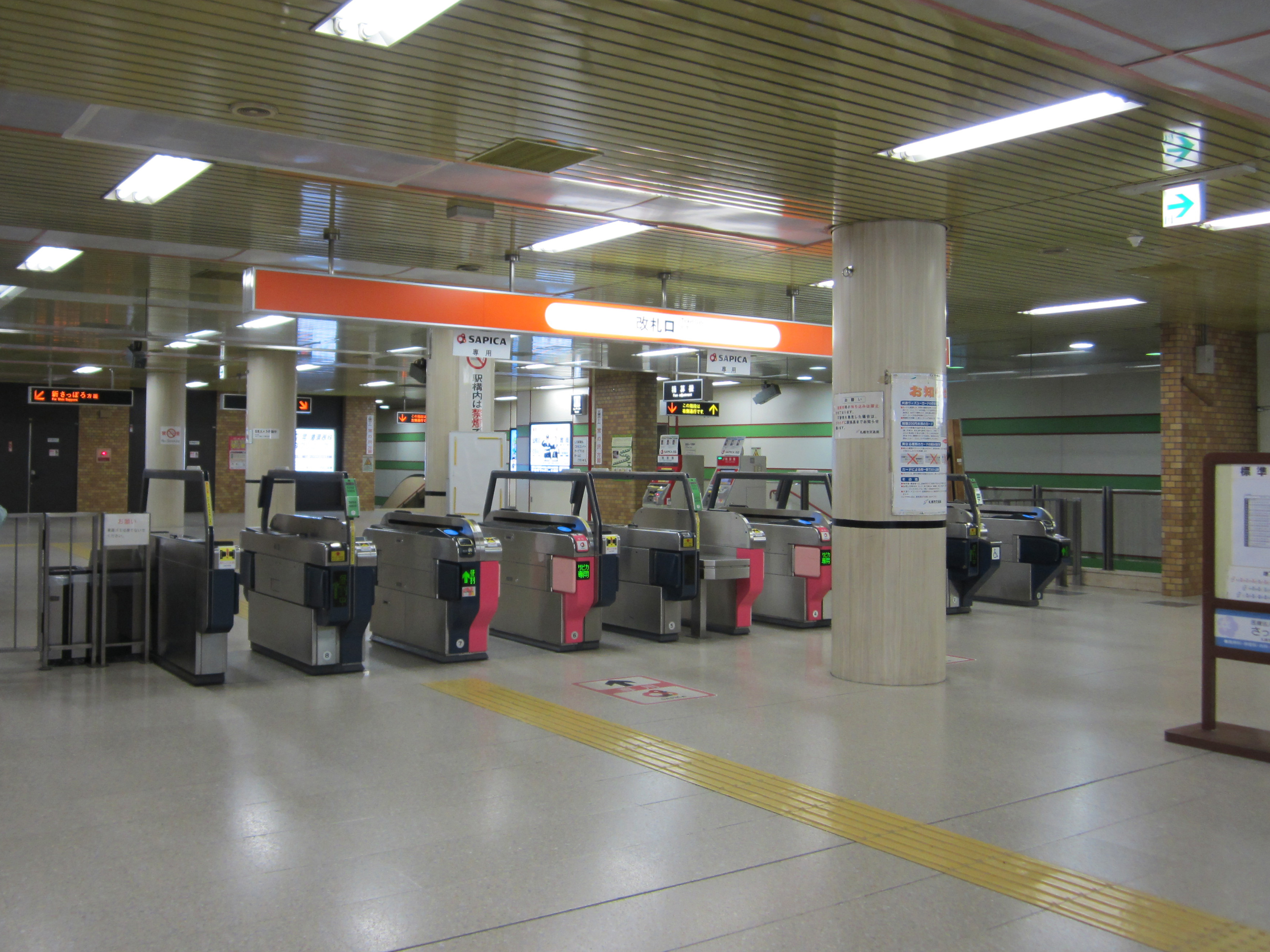
Ligne de contrôle.
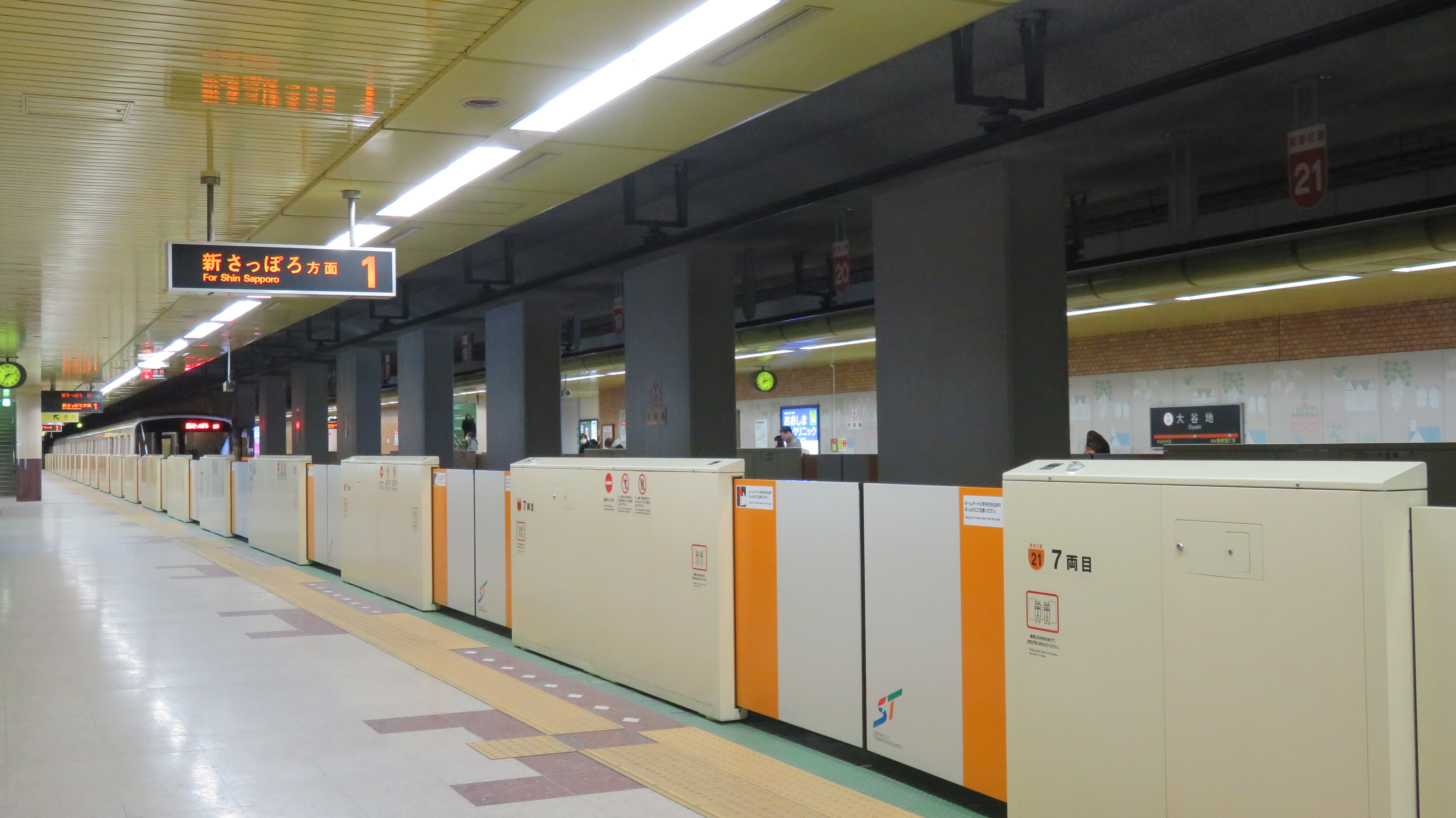
Vue d'un quai latéral.